# فاتك بن زيد
فاتك بن زيد بن واهب العبسي. صحابي أسلم على عهد رسول الله، قاله وثيمة. ذكره ابن الدباغ مستدركاً على أبي عمر. وهو من صحابة رسول الله صلوات الله عليه وسلم.